# Bentoniet
Bentoniet is een in de natuur voorkomende natrium-kleisoort met deeltjes die zo klein zijn dat ze de grond waterdicht kunnen maken. Het bestaat voor ongeveer twee derde uit montmorilloniet, waarin het molecuul zich aan natrium heeft gebonden. De naam vollersaarde komt van het gebruik in vroegere eeuwen bij het vollen van wollen stoffen, maar bentoniet wordt in de praktijk ook zwelklei genoemd. De klei is naar de eerste vindplaats, de typelocatie, Fort Benton genoemd in Wyoming in de Verenigde Staten.
Bentoniet komt in de kleuren wit, grijs, roodwit, bruinwit en lichtgeel voor. Het mineraal montmorilloniet dat het grootste bestanddeel van bentoniet is, heeft een monoklien kristalstelsel.

## Toepassingen
Bentoniet is een product dat velerlei toepassingen kent:
- Bentoniet, zwelklei en Dämmer worden ervoor gebruikt om bijvoorbeeld ondergrondse leidingen mee af te dichten.[2]

- Water met een relatief kleine suspensie van bentoniet vormt een viskeus materiaal, dit komt door de reologische eigenschappen. Het is van nut bij het boren en in de civiele techniek, zoals de tunnelbouw.

- Bentonietsuspensies zijn meestal ook thixotroop, hoewel zeldzame gevallen van reopectisch gedrag ook voorkomen. Bij voldoende hoge concentraties (>~60 gram bentoniet per liter suspensie) krijgt de suspensie kenmerken van een gel, een vloeistof waarvoor een minimale kracht nodig is om ze te doen bewegen. Hierdoor is bentoniet een veelgebruikte component van boorvloeistof.

- Verontreinigde locaties kunnen met een diep scherm van bentoniet geïsoleerd worden; dit is onder andere bij de aanleg van het Diemerpark gebeurd.

- In metaalgieterijen wordt bentoniet gebruikt als vormzand. Gemengd met gewoon zand in een verhouding van bentoniet : zand = 1:5 - 1:10 vormt het een goedkope en herbruikbare vulling van gietkasten waarin vele soorten metaal kunnen worden gegoten.

- In de landbouw vindt het materiaal toepassing om zandgronden te verbeteren. Een kilogram kan 10 kg water vasthouden. Door bentoniet toe te voegen aan de grond wordt de vochthuishouding verbeterd en spoelen er minder voedingstoffen uit.

- De kleisoort wordt ook gebruikt om wijnen te klaren, waardoor onder andere eiwitten neerslaan.

- Een andere toepassing is het gebruik als vulling voor de kattenbak. Het product absorbeert de urine en vormt een harde klont.